# チャールズ・ライクロフト
チャールズ・フレデリック・ライクロフト（英: Charles Frederick Rycroft [ˈraɪkrɒft]、1914年9月9日 - 1998年5月24日）は、イギリスの精神科医および精神分析家。ユニヴァーシティ・カレッジ・ロンドンで医学を学び、モーズレイ病院で精神科医として短期間働いた。職歴の大半をロンドンにある個人経営の精神科業務に費やした。『精神分析学辞典』（1968年）や『夢の潔白』（1979年）、『精神分析と来世』（1985年）などの著名な本を多く執筆している著作家でもある。

## 背景

### 若年期
ライクロフトは、第5代準男爵サー・リチャード・ライクロフト（1859年-1925年）（「en:Rycroft Baronets」を参照）とエミリー・メアリー・ロウリー＝コリー（「en:Somerset Lowry-Corry, 2nd Earl Belmore」を参照）の次男である。イングランドのハンプシャー州ダマールで生まれ育つ。家族は村の大半を保有し、父親は「教会と州における地元の代理人」と称された。兄にヘンリー・リチャード・ライクロフト（1911年-1985年）がおり、アリス・ジュリアナ・ロザモンド・ライクロフト（1915年-2006年）とエレノア・メアリー・ライクロフト（1918年-2000年）という2人の妹もいた。さらにはネルソンとリチャード・マイケル、幼少期に亡くなったヴェロインという異母兄弟もいた。

### 教育
ウェリントン・カレッジ バークシャー校で教育を受けた後はケンブリッジ大学トリニティ・カレッジで経済学を学んだ。精神分析に関心を持つようになり、精神科医で精神分析家のアーネスト・ジョーンズから教えを請おうとしたが、アーネスト・ジョーンズからはまず医学を学ぶようにと説得された。そうして彼はユニヴァーシティ・カレッジ・ロンドンで学んだ上でモーズレイ病院で訓練を積んだ。まずはエラ・フリーマン・シャープの許で分析を受け、彼女の死後にはシルヴィア・ペイン（分析訓練における「鋭さ（sharps）」と「痛み（pains)」に関する冗談から触発）の許で分析を受けた。

## 職歴
1947年より精神分析家として業務を始めたが、クラニアンとフロディアンの対立により幻滅してしまった。独自の見解を向上させるにあたり、英国独立系グループのロナルド・フェアバーンやドナルド・ウィニコットからの影響を受けている。
この時代の精神分析が固定的かつ定型的であると考えた上で批判していた。現代の精神医学が提案している合理性における理想は大人達を内なる創造的な精神過程から遠ざけてしまうのではと考えたのである。さらに夢分析においては想像力における肯定的な局面を強調させ、想像力が精神的な成長の助けになると考えたのだ。「私が認めない価値観を持つ人間が協会の実権を握っている…運営方法や論争への対処法は私とは相容れないものである」と感じ、1968年に英国精神分析学会を辞職した。1956年から1968年までタヴィストック診療所で精神分析科の顧問医師を務め、在任中には国際精神分析学ジャーナルの編集補佐を務めたり、スコットランド出身の心理学者であるロナルド・デイヴィッド・レインの許で訓練アナリストを務めたりした。1973年に英国王立精神科医協会フェローに選出された。
ライクロフトはまた多くの著書を残しており、その中で最も知られているのが『精神分析学辞典』である。イギリスの新聞「オブザーバー」や半月刊雑誌「ニューヨーク・レビュー・オブ・ブックス」などの幅広い分野の雑誌で執筆を行った。

## 出版物
- 『Critical Dictionary of Psychonalysis』（1968年）
- 『Imagination and Reality』
- 『Anxiey and Neurosis』
- 『Reich』（Fontana Modern Masters、1971年）
- 『The Innocence of Dreams』（1979年）
- 『Psychoanalysis and Beyond』（1985年）
- 『Viewpoints』

### 日本語訳
- 『Critical Dictionary of Psychonalysis』（原著）
  - 山口泰司 訳：『精神分析学辞典』（河出書房新社、1992年）[5]
- 『Reich』（原著）
  - 志摩隆 訳：『ライヒ』（新潮社、1973年）[6]